# Kemenesszentmárton
Kemenesszentmárton község Vas vármegyében, a Celldömölki járásban.

## Fekvése
A Kemenesalja északkeleti részén, a Cinca-patak mellett fekszik. Határa jellegzetes kemenesaljai hullámos síkság, mely szinte teljes egészében mezőgazdasági művelés alatt áll, bár találunk kisebb erdőfoltokat a falu nyugati és délkeleti határában is. A Cinca partjai mentén még néhol fellelhetők az egykori árterek növényzetének maradványai. Mellékága, a kicsiny Rőke ér felső szakaszánál, a Cser elsimuló lankái alatt vizenyős rétek borítják a felszínt.
Mindössze három települési szomszédja van: észak felől Vönöck, kelet felől Mersevát, nyugat felől pedig Kemenesmihályfa. A legközelebbi város Celldömölk, mintegy 5 kilométerre délre.

### Megközelítése
A település csak közúton érhető el, a leginkább kézenfekvő megközelítési útvonala a Celldömölk északi határszélétől Beledig húzódó 8611-es út. Merseváttól a 8455-ös út vezet idáig; külterületeit érinti még északon a 8454-es út is.

## Története
A falu határa ősidők óta lakott hely, ezt bizonyítják azok a régészeti leletek, melyek a Felső-Marcal-melléke dűlőből, illetve a Cinca pataktól északra emelkedő dombhátról kerültek elő. Köztük találhatóak újkőkori, réz- és bronzkori, valamint a bronzkor végéről származó emlékek is. Az itt feltárt bronzkincs elemei – többek között kard-, sarló-, és baltatöredékek – ma a Magyar Nemzeti Múzeumban láthatóak.
A római idők emléke az a korabeli hadiút, amely a falu határában, Kemenessömjén-Vönöck irányába vezetett. A nyomai, kiemelkedő, kavicsos domborulatként még ma is fellelhetők a szántásokon.
Első ismert, írásos említése (Zenthmarton) már templomára is utal. 1592-ben hódolt először a törököknek. 1643-ban engedélyt kértek a vármegyétől a hódolásra, vagy segítséget a támadók ellen, hogy lakóhelyükön maradhassanak. Mindezek ellenére 1685-ben elnéptelenedett településként tartották számon.
Története során korábban többnyire kisnemesek birtokolták, 1744-ben a 143 férfi lakosából 77 volt nemes. Hosszú ideig a környék jelentős evangélikus vallási központja volt, Vönöck és Szentmárton közös prédikátora lakott itt.
Itt született Füzy János nemes, az 1610-es évek környékén.

## Közélete

### Polgármesterei
- 1990–1994: Patyi László (független)[3]
- 1994–1998: Patyi László (független)[4]
- 1998–2002: Patyi László (független)[5]
- 2002–2006: Varga Marianna (független)[6]
- 2006–2010: Kovácsné Pécsy Eszter (független)[7]
- 2010–2014: Jován János Attila (független)[8]
- 2014–2019: Jován János Attila (független)[9]
- 2019–2024: Jován János Attila (független)[10]
- 2024– : Burján Szabolcs (független)[1]

## Népesség
A település népességének változása:
| Lakosok száma | 200  | 196  | 196  | 193  | 199  | 194  | 190  |
|               | 2013 | 2014 | 2015 | 2021 | 2022 | 2023 | 2024 |

A 2011-es népszámlálás során a lakosok 73,4%-a magyarnak mondta magát (16,6% nem nyilatkozott). A vallási megoszlás a következő volt: római katolikus 25%, református 1,6%, evangélikus 27,1%, felekezet nélküli 3,6% (41,7% nem nyilatkozott).
2022-ben a lakosság 96%-a vallotta magát magyarnak, 0,5% németnek, 2% egyéb, nem hazai nemzetiségűnek (4% nem nyilatkozott; a kettős identitások miatt a végösszeg nagyobb lehet 100%-nál). Vallásuk szerint 31,2% volt evangélikus, 27,6% római katolikus, 3% református, 0,5% izraelita, 1% egyéb keresztény, 1,5% egyéb katolikus, 3,5% felekezeten kívüli (31,7% nem válaszolt).

## Nevezetességei
- Erődtemplom - A falu közepén álló templom a XIII. században épült. Szent Márton tiszteletére szentelték. Az épületet a török elleni harcok idején a Rába védővonalának erődítményévé alakították. Ennek emlékei az oldalfalakon látható lőrés-szerű ablakok. A templom ívelt szentélye keskenyebb a hajónál. Tornya, mely a keleti homlokzat előtt áll, jóval későbbi átépítés nyomait viseli.